# Izala
L’Izala (de l'arabe pour « éliminer »), en haoussa Ƙungiyar Izala (groupe ou association de l'Izala) ou ’Yan Izala, aussi appelée JIBWIS au Nigéria en référence à son nom arabe complet Jama’at Izalat al Bid’a Wa Iqamat as Sunna (en français : « Société pour l'élimination de l'innovation et le rétablissement de la tradition ») est un mouvement islamique d'inspiration salafiste, souvent caractérisé par un discours hostile à l'égard des tariqas soufies, créé au Nigéria à la fin des années 1970 et aujourd'hui présent dans plusieurs pays d'Afrique de l'Ouest et d'Afrique centrale. 

## Histoire
Le mouvement a été créé en 1978 à Jos (État de Plateau, Nigeria). Ismaila Idris (1937 - 2000) et Abubakar Gumi (1922 ou 1924 - 1992) ont joué un rôle majeur de sa création et son développement. Il s'est progressivement implanté dans les villes du Nord du Nigeria, la prédication de ses membres connaissant un moindre succès en milieu rural, ainsi que dans les pays voisins.
Ahmed Sani Yerima, le premier gouverneur à avoir introduit la loi islamique dans un État fédéré du Nigeria entretenait des liens étroits avec l'Izala,.

## Personnalités
- Ismaila Idris
- Abubakar Gumi
- Ja'afar Mahmud Adam
- Abdullahi Bala Lau (en)
- Kabiru Gombe (en)
- Sani Yahaya Jingir (en)